# Institut de la Memòria Nacional

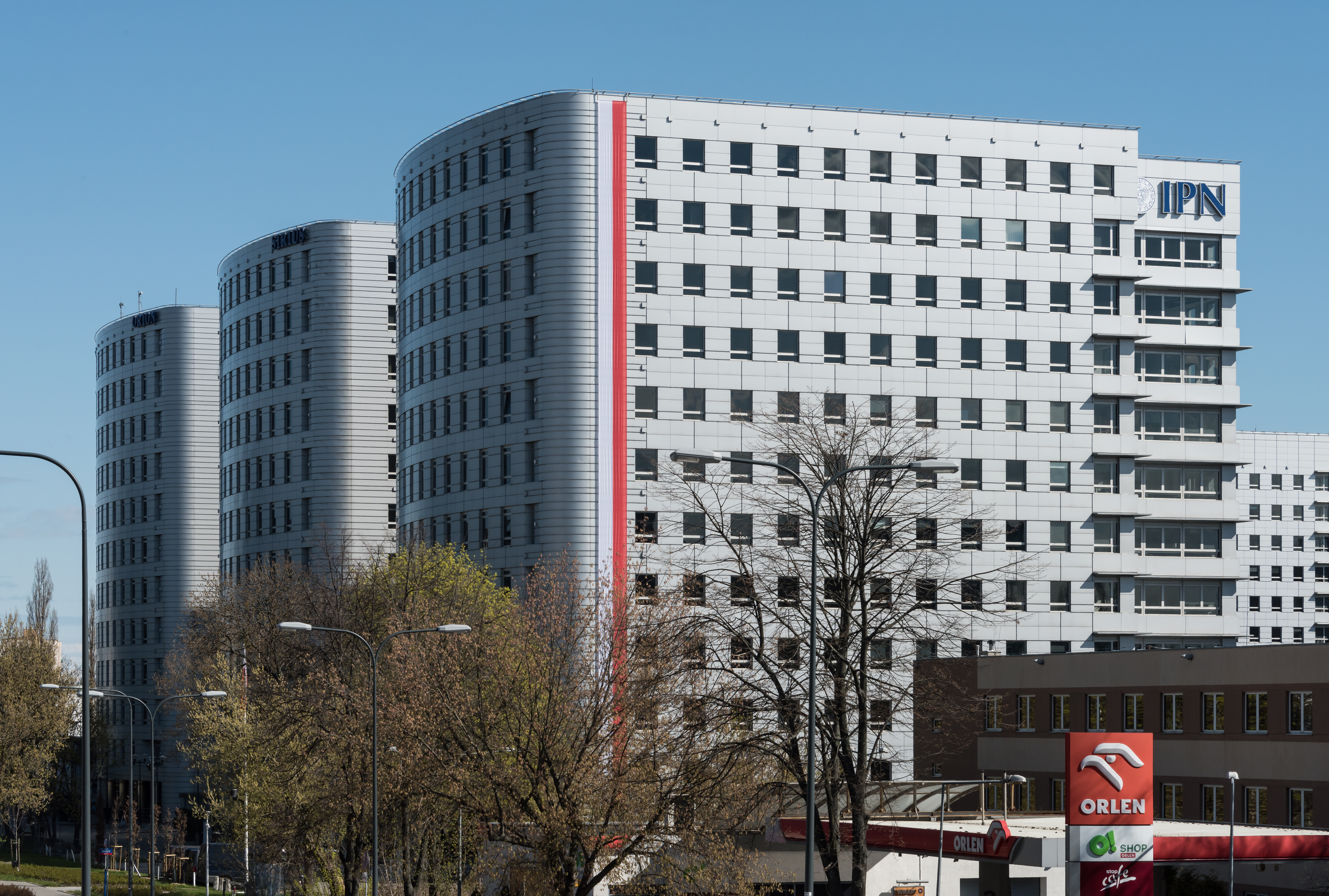
La seu de l’Institut de la Memòria Nacional

L'Institut de la memòria nacional - Comissió de persecució dels crims contra la nació polonesa, en polonès Instytut Pamięci Narodowej - Komisja Ścigania Zbrodni przeciwko Narodowi Polskiemu o IPN, és una institució polonesa creada per una llei del 18 de desembre del 1998.
El seu principal objectiu és investigar els crims nazis i comunistes, conservar la documentació sobre ells, per proporcionar aquesta documentació per al públic, processar els que van cometre aquests crims i educar el públic sobre el tema. L'esforç principal de l'Institut se centra en els crims comesos per les autoritats comunistes de Polònia abans de 1989.
Els presidents de la IPN són triats per cinc anys pel Sejm, la Dieta polonesa (amb una majoria d'almenys el 60% dels vots i la possible aprovació del Senat, a petició d'una universitat de l'IPN) 
- Leon kieres - 30 de juny 2000 a 29 de novembre del 2005
- Janusz Kurtyka - 29 de novembre del 2005 fins a abril 10, 2010 (va morir a l'accident de l'avió presidencial polonès a Smolensk)
- Franciszek Gryciuk - 10 abril de 2010 - 28 juny de 2011 (president interí després de la mort accidental de Janusz Kurtyka)
- Łukasz Kaminski - des del 28 juny de 2011[2]

L'Institut de la Memòria Nacional inclou igualment un Consell de l'IPN format per 9 membres dos d'ells nomenats pel president de la República de Polònia, cinc nomenats pel Sejm i dos d'ells nomenats pel Senat de la República de Polònia. El Consell d'IPN està integrat actualment per :
- Antoni Kura
- Artur Mudrecki
- Andrzej Chojnowski
- Antoni Dudek
- Andrzej Friszke
- Andrzej Paczkowski
- Tadeusz Wolsza
- Grzegorz Potyka
- Bolesław Orłowski

L'IPN està dividit en :
- Comissió Principal per a la Investigació de Crims contra la Nació Polonesa (polonès Główna Komisja Ścigania zbrodni Przeciwko Narodowi Polskiemu)
- Oficina de posada a disposició i arxiu de documents (Biuro Udostępniania i Archiwizacji Dokumentów)
- Oficina d'Educació Pública (Biuro Edukacji Publicznej)
- Oficina de depuració (Biuro Lustacja)
- Oficines locals à Białystok, Cracòvia, Gdańsk, Katowice, Łódź, Lublin, Poznań, Rzeszów, Szczecin, Varsòvia i Wrocław.

Un dels més famós processos endegats per l'IPN es refereix a la massacre de Jedwabne.